# 7,62 × 28 мм
Патрон 7,62 x 28 мм — патрон «РГ-037» с дозвуковой скоростью пули, первоначально разрабатывался к бесшумному снайперскому комплексу «Винторез», но затем был заменен более мощным патроном 9×39 мм.
До 1980-х. гг. подразделение спецназа в СССР не имели специального вооружения, которое позволяло бы осуществлять бесшумную стрельбу. В качестве вооружения использовались такие образцы вооружения как бесшумный комплекс «Тишина» и «Канарейка», созданные на базе автомата Калашникова. Проблемой этого вооружения, изначально рассчитанного на стрельбу обычными патронами, была неустойчивая работа с боеприпасами с дозвуковой скоростью пули в силу их меньшей мощности.
В конце 1970-х гг. в СССР была начата разработка бесшумной снайперской винтовки. В 1983 г. после формирования ТТЗ проект получил шифр «Винторез». Изначально патрон для бесшумной винтовки разрабатывался на основе гильзы от пистолетного патрона калибра 7,62 мм, для которого специалистами ЦНИИточмаш была разработана тяжёлая дальнобойная пуля с дозвуковой начальной скоростью полёта. Кучность боя опытного патрона удовлетворяла предъявляемым требованиям, но не обеспечивала достаточного поражающего действия. Для решения этой проблемы был разработан новый патрон «РГ-037» калибра 7,62 мм.
Конструктором Н. В. Забелиным и технологом Л. С. Дворяновой были разработаны два типа пуль — снайперская пуля с двойным стальным и свинцовым сердечником и полуоболочечная пуля со стальным сердечником. Гильза патрона была разработана на основе гильзы промежуточного патрона калибра 5,45 мм, укороченная до 28 мм и обжатая под пулю калибра 7,62 мм. Производство опытных гильз было налажено на заводе № 539 и продолжалось до 1984 г. Пуля нового патрона поражала на дистанции 400 м стандартную армейскую каску.
К середине 80-х гг. тактико-технические требования к комплексу были изменены и уже требовали обеспечения поражения живой силы противника с использованием средств индивидуальной защиты на дальности до 400 метров. Пуля патрона «РГ-037» в силу своей малой массы уже не удовлетворяла новым требованиям по бронепробиваемости, поэтому в 1984 г. патрон был перепроектирован и его калибр увеличили до 9 мм. Гильза нового патрона была создана на базе гильзы промежуточного патрона 7,62х39 мм. Снайперский патрон с цельнооболочечной пулей с комбинированным сердечником получил обозначение «СП-5», а патрон с бронебойной полуоболочечной пулей — «СП-6».